# 黃郁欽
黃郁欽（1962年—），中華民國繪本作家。畢業於世新專科學校電影系，退伍後先從事編劇工作，寫過《愛》、《飛龍在天》等知名連續劇。從1988年開始創作繪本，著有《好東西》、《這是誰的？》、《不對、不對》等繪本。黃郁欽於2016年入圍義大利波隆那童書展。黃郁欽的太太陶樂蒂也是繪本作家。

## 經歷
- 2014年黃郁欽與何華仁、陳玉金、李明足、祝建太、邱承宗、孫心瑜、陶樂蒂、陳維霖等知名作家一起擔任由宜蘭縣政府文化局舉辦的蘭陽繪本創作營講師。[4]
- 2021年，黃郁欽與陶樂蒂、周見信、曹俊彥、童嘉、陳致元、邱承宗一起在臺中市立圖書館舉辦講座[5]。

## 作品
- 《好東西》[6]。
- 《這是誰的？》
- 《不對、不對》

## 得獎
- 國語日報牧笛獎首獎
- 陳國政兒童文學獎優選
- 行政院環保署小綠芽獎
- 好書大家讀年度最佳兒童讀物獎
- 信誼基金會幼兒文學獎圖畫書佳作。

## 相關
- 【圖畫書俱樂部】成員